# Phorinia blanda
Phorinia blanda là một loài ruồi trong họ Tachinidae.